# Адмиральский проезд
Адмира́льский прое́зд — улица в Василеостровском районе Санкт-Петербурга. Проходит от улицы Кораблестроителей до Морской набережной.

## История
Наименование Адмиральский проезд дано в 1980 году, отражает морскую тематику, как и другие названия улиц района.

## Достопримечательности
- школа № 10